# Station Phố Tráng
Station Kép is een spoorwegstation aan de Spoorlijn Hanoi - Lạng Sơn, de spoorlijn van Hanoi naar Lạng Sơn in het noorden van Vietnam.
Het spoorwegstation is gevestigd in bij het gehucht Phú Tân in xã Phi Mô, een xã ten zuiden van Vôi.